# VW Большого Пса
VW Большого Пса (лат. VW Canis Majoris) — двойная затменная переменная звезда типа Беты Лиры (EB) в созвездии Большого Пса на расстоянии приблизительно 5107 световых лет (около 1566 парсеков) от Солнца. Видимая звёздная величина звезды — от +9,85m до +9,42m. Орбитальный период — около 0,7208 суток (17,3 часов).